# Sutyna profunda
Sutyna profunda là một loài bướm đêm trong họ Noctuidae.